# コール オブ デューティ ブラックオプスIII
『コール オブ デューティ ブラックオプスIII』（英語: Call of Duty: Black Ops III, 略称：CoD:BO3）は、2015年11月6日に発売された2065年の世界を舞台とするファーストパーソン・シューティングゲームである。コール オブ デューティシリーズ本編の12作目。本作の開発は、これまでのブラックオプスシリーズ同様Treyarchが担当する。
日本でのローカライズと販売は前作までスクウェア・エニックスが担当していたが、本作はアクティビジョンが担当をし『コール オブ デューティ4 モダン・ウォーフェア』以来の翻訳になる。日本での販売はPC版をアクティジョン、PS3・PS4版をソニー・コンピュータエンタテインメント、Xbox 360・Xbox One版を日本マイクロソフトがそれぞれ担当している。スクウェア・エニックス版では分売されていたが、本作では吹き替え・字幕ともに同時収録された。
今作で事実上PlayStation 3/Xbox 360版の最終作となったが、ゴースト・アドバンスドウォーフェアと異なりPS4/Xbox One/PC版の完全な移植として発売されず、大幅な機能制限が付与されることとなった。また、今作からオンライン接続がすべての対応機種でプレイ前に必須となり、ディスク版に記録されたデータではプレイできる内容に制限が発生する。PS4版ではこの作品が初めてPS4 Pro Enhancedに対応した作品となった。

## 概要
サイボーグ兵士や軍事用ロボットが積極的に利用されている2065年の未来世界を舞台としたFPSで、キャンペーンモードとマルチプレイモードとゾンビモードから選べるようになっている。なお、キャンペーンモードはPS4版とXbox One版のみに収録されており、PS3版とXbox 360版には性能限界の都合から収録されていない。また、PC・PS4・Xbox One版の早期購入特典としてボーナスマップ「Nuketown」が収録されている（後に無料配布）。武器カスタマイズシステム「ガンスミス」が初登場し、ゲーム内通貨「CODポイント」の販売が開始された。全世界で2015年に最も売れたゲームソフトとなった。

### シナリオ
サイバネティック技術が進化した2065～2070年ごろの戦場が舞台となる。
DNI(Direct Neural Interface)と呼ばれる、一種の侵襲型ブレイン・マシン・インターフェースが戦場でも使われるようになっている。欧米を中心として結成されたウィンズロウ・アコード(Winslow Accord, WA)は、ライバル組織である中東を中心とするNile River Coalition（NRC, ナイル川同盟）、ロシアと北アフリカを中心とするCommon Defense Pact(CDP)との主権を争っている。WAに所属する主人公だが、突如としてWAを裏切ったチーム・テイラーの面々を追うことになる。
「ブラックオプス3」ではあるが、『ブラックオプス』と『ブラックオプス2』ほどの密接な前作との関係は登場しない（BOのメンバーが昔関わった作戦が現代に影響を与える、等）。

## 登場人物
本作の吹き替え声優は非公表。

### ウィンズロウ・アコード、ブラックオプスチーム
プレイヤー（Player）
英：ベン・ブロウダー（男性）/アビー・ブラメル（女性）
「ウィンズロウ・アコード」の一員。男性か女性かを選べる。名前やコールサインは設定されていないが、これまでのブラックオプスシリーズの主人公のように操作中の台詞は多く用意されている。
ミッション「ブラックオプス」において回収機に乗り遅れ脱出に失敗し、敵地に取り残される。グラントによって両腕をもぎ取られ瀕死の重傷を負うが、テイラーによって救出される。その後はDNIの手術を受け、その後もヘンドリックスと共に行動する。
ミッション「内なる悪魔」で機動兵器「マンティコア」を操るホールを倒し、彼女のDNIに接続したことでコルヴスの存在を知る。同時に自身もまたコルヴスに感染し、その後に時々コルヴスの声やカラスの幻覚・幻聴が発生したり、システムに異常をきたす症状が起こってしまう。しかしながらレイチェルのサポートもあって自身の意識は保っており、テイラーを捕まえるまで任務を全うしていく。しかしヘンドリックスがテイラーを殺害し逃亡後、レイチェルにエージェントを辞めるよう奨めるも拒否し、彼女と共に、チューリッヒに逃げ込んだヘンドリックスを追い、コルヴスの企みの阻止を決意する。
ジェイコブ・ヘンドリックス（Jacob Hendricks）
声優：伊丸岡篤
英：ショーン・ダグラス
「ウィンズロウ・アコード」の一員。
プレイヤーの相棒的存在。仲間想いの性格だが、ケインに対しては不信感を抱いている。
任務で負傷したことがなく、DNI手術を自ら志願しサイバーソルジャーとなる。
ミッション「震源」でディアスのDNIに接続した際コルヴスに感染し、以降は行動や言動が不安定になっていく。その後もプレイヤーと行動するが、レイチェルが隠し持っている情報のことや、暴走するテイラーチームのメンバーを次々と殺害することに揉めることが増えていき、最終的にはミッション「ロータス・タワー」終盤で完全にコルヴスに支配されてしまい、テイラーを殺害後、コアレッセンス本社があるチューリッヒへ逃亡、無人兵器の制御を掌握し、チューリッヒ全域に対して破壊活動を行う事態を作り、同時にコアレッセンス本社ビルに身を潜んでいたクルーガーの抹殺を図ろうとする。
レイチェル・ケイン（Rachel Kane）
英：レイチェル・キムセイ
「ウィンズロウ・アコード」の一員。
プレイヤーとヘンドリックスの指令役で、ミッション中は指示と支援を行う。
ブラックオプスチームでは唯一DNI手術を施されていない。
何かを隠しているような言動をすることがあり、ヘンドリックスから度々怪しまれている
プレイヤーらと行動する際はボルトアクション式のスナイパーライフルで援護射撃を行う。
ミッション「ライフ」でコルヴスに支配されたコアレッセンス本社内の調査中にかつて旧ソ連軍が隠していた秘密ガス化学兵器「ノヴァ6」の研究室を調べるも、コルヴスに掌握されたシステムが浄化処理と称して室内に放出したノヴァ6の餌食にされ死亡。

### チーム・テイラー
ジョン・テイラー（John Taylor）
英：クリストファー・メローニ
元「ウィンズロウ・アコード」の一員。「COD：BO3」キャンペーンの主な敵。シンガポールでのミッションでウィンズロウを裏切り、極秘情報をリークして「コモン・ディフェンス・パクト(CDP)」を頂点とする「54イモータルズ」や「ナイル川同盟(NRC)」など敵対勢力を利用。プレイヤーらブラック・オプスと戦う。
サラ・ホール（Sarah Hall）
英：ケイティー・サッコフ
元「ウィンズロウ・アコード」にしてチーム・テイラーの一員で紅一点。サリム尋問中にプレイヤー達が向かっていることを察知し、マンティコアでプレイヤー達に挑むが、破壊されプレイヤーにDNIをハックされ、プレイヤーにコルヴスの存在とテイラー達が離反したきっかけを伝えた後、死亡する。
ピーター・マレッティ(Peter Maretti)
英：アリー・カッツ
元「ウィンズロウ・アコード」にしてチーム・テイラーの一員。
ミッション「サンドキャッスル」でアクイファーでテイラーと行動するが、カリルに格納庫ゲートを閉められ孤立し、その後アクイファーの中枢室でプレイヤー達を狙撃銃で籠城するが、最終的にはプレイヤーに制御室から蹴飛ばされ死亡。
セバスチャン・ディアス(Sebastian Diaz)
英：レイノルド・ガレゴス
元「ウィンズロウ・アコード」にしてチーム・テイラーの一員。
ミッション「震源」でシンガポールのコアレッセンス社の最深部でDNIを通じて社内の情報をCDPに流し、シンガポールでの惨事を生き延びたコアレッセンス社の関係者を探していたのと同時に無人兵器を制御しプレイヤー達を襲うが、阻止されヘンドリックスにDNIをハックされ死亡する。しかし、これがヘンドリックスがコルヴスに感染するきっかけとなる。また、54イモータルズにCIAのセーフハウスの情報をアップロードしていた。

### エジプト軍
ジアッド・カリル(Zeyad Khalil)
エジプト軍の兵士。階級は中尉。NRCのエチオピアの基地に収監されるが、プレイヤー達によって救出される。その後はカイロ奪還のために、プレイヤーとヘンドリックスに協力する。
サイード(Said)
エジプトの首相。NRCに連れ去られエチオピアの基地に収監されるが、プレイヤー達によって救出される。

### 54イモータルズ
ゴウ・ショウラン(Goh Xiulan)
英：リン・チェン
54イモータルズの女頭目。テイラーと取引しプレイヤーらを襲う。
ミッション「挑発」でプレイヤー達を自分の同胞達を殺害したWAのエージェントと見抜き、直後にWAのグラントに襲撃され、弟のミンを失う。その後にクラウドマウンテンのサーバールームでテイラー(コルヴス)から渡されたCIAの情報をCDPに流そうとしているところをプレイヤー達に阻止され自分の片腕までも失ってしまう。
その後はプレイヤー達に対して復讐心を抱き、さらにディアスから送られたCIAのセーフハウスの情報を元にレイチェルのアジトを目指しながらシンガポールのセーフゾーンへ破壊活動を行う。その後レイチェルのアジトに駆けつけてきたプレイヤーを襲うが、返り討ちにされ死亡。
ゴウ・ミン(Goh Min)
54イモータルズの幹部。ショウランの弟。
ミッション「挑発」でプレイヤー達を自分の同胞達を殺害したWAのエージェントと見抜き、激怒するも直後にWAのグラントに襲撃され死亡。
ダニー・リー(Danny Li)
54イモータルズと取引している武器商人。
顔が広く、ヘンドリックスとも知り合いだが、ゴウ姉弟に正体を見抜かれるまではヘンドリックスがWAのエージェントであることは知らなかった。プレイヤー達の正体を知った直後にWAのグラントに襲撃され死亡、
したかと思われたが、実は負傷しただけで済み、その後に別名義で商人活動を再開している。

### ナイル川同盟 (NRC)
ハキム将軍(General Hakim)
英：ファラン・タヒール
エジプトの反乱勢力リーダー。エチオピアの軍事勢力NRCと手を組んでエジプトを牛耳ろうとする。
ミッション「ロータス・タワー」でロータス・タワーで演説している際にプレイヤーに襲われ死亡。遺体は死亡直後にタワーの吹き抜けに放り出された。

### コアレッセンス社
ユセフ・サリム（Yousef Salim）
英：トニー・アメンドーラ
エジプト人の医師。ブラック・プロジェクトに関わる。
カイロで身を潜み、プレイヤー達に尋問されるが、襲撃してきたNRCによって尋問が中止されプレイヤー達が尋問室を去った後にテイラー達に連れ去られ、彼らに尋問された後に殺害された。
実はシンガポールで起きたコアレッセンス社での爆発事故から生き延び、その後エジプトへ亡命し、コルヴスに命を狙われていた。
セバスチャン・クルーガー(Sebastian Krueger)
英：ロバート・ピカード
コアレッセンス社の社長。ブラック・プロジェクトの責任者。
サリムと同じくシンガポールで起きたコアレッセンス社での爆発事故から生き延び、その後コアレッセンス本社があるチューリッヒへ亡命し、コルヴスに命を狙われている。
ミッション「ライフ」で混乱に陥った本社でコルヴスに支配されたヘンドリックスに拘束、駆けつけて来たプレイヤーの前で殺害された。
英語版音声を務めるロバート・ピカード氏は過去のブラック・オプスシリーズにも出演しており、CoD:BOでは実在人物の米国防長官(当時)ロバート・マクナマラ氏役を、CoD:BO2ではタキトゥス社の研究員エリック・ブレイナー役を演じている。
コルヴス(Corvus)
DNIシステムに感染するコンピューターウイルス。物語の黒幕的存在。テイラーらを「凍てつく森」という幻想によって支配下に置き、キャンペーン終盤にはヘンドリックスやプレイヤーの精神すら蝕んでいく。

## キャンペーンステージ
ブラックオプス エチオピア、シミエン山脈
ウィンズロー・アコードのサイバーソルジャーチームと共に、エチオピアにあるNRCの飛行場に侵入し、捕らわれているエジプト首相を救出せよ
新たな世界 スイス、チューリッヒ
ウィンズロー・アコードのサイバーソルジャープログラムへの採用に向けた手術やリハビリ、そして訓練を受けろ。成功は保証されていない
闇の中で シンガポール、隔離エリア
5年後。30万人が犠牲になった惨事に伴い築かれたシンガポールの隔離エリアで、CIAブラックステーションとの通信が途絶えた。CIAに協力して、その原因を究明せよ
挑発 シンガポール、隔離エリア
武器の取引を装い、隔離エリアを支配する犯罪組織「54イモータルズ」の拠点に潜入し、ブラックステーションの奪われたデータドライブを回収せよ
震源 シンガポール、隔離エリア
かつての仲間が裏切った理由を究明するため、シンガポールの惨事のグラウンドゼロであるコアレッセンス社の施設を調査せよ
復響 「シンガポール、隔離エリア
連絡官のケインを救出するため、直接の指示に逆らい、CIAのセーフハウスに押し寄せる54イモータルズの阻止に向かえ
一進一退 エジプト、カイロ
窮地に立つエジプト軍の最後の砦、ラムセス駅へと進め。シンガポールの惨事の生存者一ドクター・サリムを尋問せよ
サンドキャッスル エジプト、ケベチェト
WA司令部から切り離された中、エジプト軍と共に戦うことになる。残り3人のターゲットを追い、砂漠の都市「ケベチェト」に向かえ
サンドキャッスル エジプト、バウーティー
アクイファーの掘削プラットフォームに残り2人のターゲットがいる模様。エジプト軍との合同作戦で、この地点に航空攻撃を開始せよ
ロータス・タワー エジプト、カイロ
エジプト軍や民兵と共に、NRCが占拠するロータス・タワーを制圧し、最後のターゲットを確保せよ
ライフ スイス、チューリッヒ
DNIのさらなる感染拡大を阻止するため、コアレッセンス社のチューリッヒ本部に向かえ...

## マルチプレイヤー
本作のマルチプレイヤーは戦闘シミュレーションと設定されている。ロードアウトの編集はブラックオプス2と同様に10ポイントに収まるように装備やparkを選択する「Pick 10」システムが採用されている。PlayStation 3版/Xbox 360版の事実上メインモードであるが、特にPlayStation 3版においては著しいグラフィック劣化が見られるため、プレイする際には注意が必要である。
本作からの新要素として、「スペシャリスト」と呼ばれる9人の固有のキャラクターから一人を選んで対戦することとなる。スペシャリストは固有の特殊武器か、特殊能力のどちらかを選択し、戦闘中に専用のゲージが貯まることでそれらを使用することができる。また、PS4/Xbox One/PC版においてはマッチングシステムが変更され、前作までのように全世界で同じマッチングサーバーに接続することができず、実質VPNによるサーバー地域の制限が自動でかかるようになり、日本のXbox One版のCoDではほぼマッチングが不可能な環境になった。この状態は2019年のモダン・ウォーフェアでクロスプレイによるping値の上限解放や、Steamなどのプレイヤーをマッチングに参加できるようにする技術が実装されるまで続いた。インフィニットウォーフェア、WWII、ブラックオプス4、モダンウォーフェアリマスタードも同様の仕様となっている。

### スペシャリスト
"Ruin" Donnie Walsh
四肢を機械化した男性兵士。杭を地面に突き刺し衝撃波で攻撃する「グラビティスパイク」、一時的に高速移動できる「オーバードライブ」を使用する。
"Outrider" Alessandra Castillo
フードが特徴の女性兵士。爆発性の矢を放つ弓「スパロー」、周囲の敵を探知できる「ビジョンパルス」を使用する。
"Prophet" David Wilkes
ゴーグル付きヘルメットが特徴の男性兵士。電撃を放出する銃「テンペスト」、数秒前にいた場所にワープする「グリッチ」を使用する。
"Battery" Erin Baker
四肢を機械化した女性兵士。連装グレネードランチャーの「ウォーマシーン」、頭部以外の被弾を無効化する「キネティックアーマー」を使用する。
"Seraph" He Zhen-Zhen　
口元をスカーフで覆った女性兵士。高威力のリボルバー「アナイアレイター」、スコア獲得が上昇する「コンバットフォーカス」を使用する。
"Nomad" Tavo Rojas    声優:佳月大人
野球帽が特徴の男性兵士。小型ドローンの罠を発射する「H.I.V.E」、倒された際に煙幕を出して自己蘇生する「リジャック」を使用する。
"Reaper" Experimental War Robot-115
高性能戦闘ロボットのプロトタイプ。腕がガトリングガンに変形する「サイス」、ホログラムで囮を出現させる「サイコシス」を使用する。
"Spectre"
全ての素性が不明の兵士。腕に装着した刃物状の武器「リッパー」、透明状態になる「アクティブ迷彩」を使用する。
"Firebreak" Krystof Hejek
ガスマスク型ヘルメットが特徴の男性兵士。火炎放射器「ピュリファイヤー」、敵をスタンさせる爆風「ヒートウェーブ」を使用する。

## BOシリーズ続編
2018年10月12日『コール オブ デューティ ブラックオプス4』にあたる。
時系列は『BO2』と『BO3』の間となり、シリーズ初のキャンペーンモード廃止、シリーズ初のバトルロイヤルモードが実装された。

## ゾンビモード
本作におけるゾンビモードは本編とは異なり、1940年代の架空の都市・モーグ・シティ（MORG CITY）が舞台となっており、フィルム・ノワールを意識した演出がとられている。
また、システム面においても、これまでのシリーズで採用されたゾンビモードとは一部異なるものになっている。
たとえば、プレイヤーはマップ内の「ゴブルガム」マシンでガムを購入することができ、あらかじめ設定した5つの特殊能力のうちの一つを得ることができることが挙げられる。
ゴブルガムは回数制限のない「クラシック」と、クラシックより有用だが回数制限のある「メガ」の二種類に大別することができ、このうちメガはドクターモンティの工場でゲーム内で手に入れたディビニウム液を加工する形で製造することができる。

### ストーリー
ORGINS(BO2)
1917年、第63次元の北フランスでアンデッドの発生に続いて、脳だけがドローンの中に入っていたルートヴィヒ・マキシスは、リヒトーフェン2.0達のおかげでアガルタに到着し、自称全能の存在であり、キーパーの騎士団の一員であるドクター・モンティによって新しい体を与えられてた。元のタイムラインから彼の娘サマンサの魂を浄化するのを手伝った後モンティは召喚の鍵と呼ばれる自分たちの世界を修正することができる強力な遺物を手に入れるためマキシスに指示する。手始めにマキシスはクロノリウム(Kronorium)を手に入れるために彼の友人エドワード・リヒトーフェン(2.0)にその任務を託した。

Shadows of Evil
召喚の鍵の場所を知った後、リヒトーフェンは、第63次元に移動し、1944年のモーグシティに到着します。

そこにいたのはダンサーのジェシカ・ローズ、汚職警官のジャック・ヴィンセント、新進気鋭のボクサーのフロイド・キャンベル、そしてマジシャンのネロ・ブラックストーンだった。

4人はシャドウマンと呼ばれるアポシコンの命令に惑わされ、召喚の鍵を使って街の地下に裂け目を開け、古代のアポシコンの獣を解放してしまう。キーパーの助けを借りて、4人は鍵の中にシャドウマンを閉じ込め、自分たちの次元から獣を追放することに成功する。しかし、キーパーたちから召喚の鍵を受け取る前に、リヒトーフェンが召喚の鍵を奪い取り、彼らの努力に感謝してポータルを通って逃げてしまう。シャドウマンは封印したが、既に開いてしまった時空の門からのアポシコンの侵攻は止まらず、第63次元は破壊される。

その後、リヒトーフェンは2210次元の罪のない(汚染されてない)自分の魂を確保し、先立ってアガルタの『家』へとその魂を送る。召喚の鍵の中からシャドウマンが 「また会おう」と言う
THE GIANT
第63次元のタンク・デンプシー、ニコライ・ベリンスキー、正木武雄(別名プリミス一行)は、サマンサの力によってオリジナル・タイムラインの1943年にタイムスリップしていた。それから彼らはリヒトーフェンを探し続けて2年…彼がDer Riese研究所にいることを突き止める。
オリジナル世界のリヒトーフェン1.0(ウルティミス)を止める為に研究所へようやく辿り着いた時には、マキシスたちをテレポーターで飛ばし、高笑いをしている所だった。彼らの元の自分…ウルティミスの3人の意識を起こすように迫るが、Der Riese研究所は瞬く間に多数のゾンビに埋め尽くされる。デンプシー達はゾンビの猛攻を抑えているとリヒトーフェン1.0がテレポーターを起動させようとしていた。3人の忠告を無視してリヒトーフェン1.0はテレポーターを起動する。
そして、テレポーターからフランスの発掘基地で出会ったリヒトーフェン(2.0)が現れる。
リヒトーフェン1.0は彼に敬意を表する仕草をするが、対するリヒトーフェン2.0は軽蔑するような目線をし、リヒトーフェン1.0の頭を撃ち抜いた。

これにより、Shi no NumaからBuriedまでの一連の事件は『なかった事』になり、数多の時空が宇宙に散ることになる。予想外の事態に困惑する3人を尻目に、リヒトーフェンは「全ては変わった」と言って戦いに加わる。彼らはマキシスがアガルタから自分たちを見つけることができるよう施設内のビーコンを起動させる。

そしてプリミスがゾンビに足止めされている間、935部隊はウルティミスのデンプシーを確保しオーストリアへと逃げる。

### 登場人物
プレイヤーキャラクター
ジェシカ・ローズ
英：ヘザー・グラハム
吹き替え版声優：甲斐田裕子
男を弄ぶ悪女。映画女優として活動する傍ら、高級ナイトクラブでダンサーとしても働いている。
モーグシティのバーレスクで一番の人気を誇っていた踊り子。大手フィルム会社から映画のオファーが舞い込むが、その映画監督との不義を偶然カメラに収められ、脅されてしまう。写真を撮ったパパラッチをホテルにおびき寄せ、ハサミで刺殺した。
ネロ・ブラックストーン
英：ジェフ・ゴールドブラム
吹き替え版声優：咲野俊介
ある資産家の御曹司である傲慢な男。モーグシティで人気のマジシャンであったが、何らかの事故をきっかけに評判が急下降。それに加え、妻の浪費癖が祟って多額の借金を負った。妻とは以前からうまくいっておらず、弁護士から借金の詳細を電話越しで聞いたことで決心し、事故に見せかけて妻を殺し保険金を受け取ろうとした。
ジャック ヴィンセント
英：ニール・マクドノー
吹き替え版声優：志村知幸
。マフィアから賄賂を受け取っていた悪徳警官。　モーグシティの新市長が警察の腐敗・収賄疑惑にメスを入れ始めると、自分を信用してくれていた相棒を裏切り、さらに罪をなすりつけた上で殺害した。
フロイド・キャンベル
英：ロン・パールマン
吹き替え版声優：廣田行生
ボクシンググローブにメリケンサックを仕込み、相手を負傷させてきたボクサー。
元々は無名のボクサーだったが、チャンピオンのトニー・キングとの八百長試合で彼を下したことで一躍脚光を浴びる。（シャドウマンの発言から察するに相手は試合後死亡したらしい）ボクシングでのイカサマに関しては何も後悔を抱いておらず、挙句の果てに「俺はルールに逆らったことはない。ルールが俺に従わないんだ」などとのたまう始末。

## 前世代版(PlayStation 3/Xbox 360)
今作では、容量やグラフィックの制限からPS3/Xbox 360版でのみ大幅にプレイモードが削られ、一部の機能も使用不可能となっている。PS4/Xbox One版との違いは以下である。
- fpsが約30に変更される。
- タイトル画面やメニュー画面がリアルタイムレンダリングされた3Dモデルではなく、ムービーとなる。
- キャンペーンモード、エクストラ内のモードはすべて存在しない。よって遊べる機能はマルチプレイ、ゾンビモード、フリーランのみである。
- ギアのドロップ機能、カスタム機能がすべて存在しない。そのため、課金要素も実質存在しないに等しい。
- マルチプレイ内の一部ゲームモード、NUK3TOWNが使用不可。
- 有料DLCは「Awakening」以外配信されていない。
- 開発会社はTreyarchではなく、BeenoxとMercenary Technologyである。

## 反応

### 表彰

#### 2016年
- NAVGTR Awards
  - ノミネート：「Animation, Technical」、「Control Precision」、「Game Design, Franchise」、「Innovation in Game Technology」、「Original Dramatic Score, Franchise」、「Writing in a Drama」、「Game, Franchise Action」[27]
- The Game Awards
  - ノミネート：「Best Shooter」、「Best Multiplayer」[28]
- 日本ゲーム大賞
  - 受賞：「グローバル賞 海外作品部門」[29]

## その他
- 前作のBO2ではマルチルート形式であったが、本作の正史は「ラウル・メネンデスがメイン主人公であったデイヴィッド・メイソンに射殺され、メネンデスの決起を促す映像がYouTubeを通して世界に暴露され、ワシントンで暴動が起こった」後の世界である[30]。
- とあるミッションで、シーホークスのマーション・リンチ選手がいわゆるモブ兵士として登場している。
- ライブアクショントレーラーで女性兵士役としてモデルで女優のカーラ・デルヴィーニュ出演している[31]。